# Pamor
Pamor staat voor de tekening in het staal van het lemmet van in Indonesië gesmede wapens.
Door het in elkaar smeden (vuurlassen) van verschillende staalsoorten wordt er na het etsen van het resultaat met een zuur een tekening zichtbaar in het lemmet. Deze tekening ontstaat doordat verschillende staalsoorten anders worden aangetast door zuur en daarbij een andere helderheid tonen. Een groot contrast in de tekening wordt veroorzaakt door staal te gebruiken dat nikkel bevat. Het nikkel wordt minder aangetast door het zuur dan andere metaalsoorten en kleurt helderder.

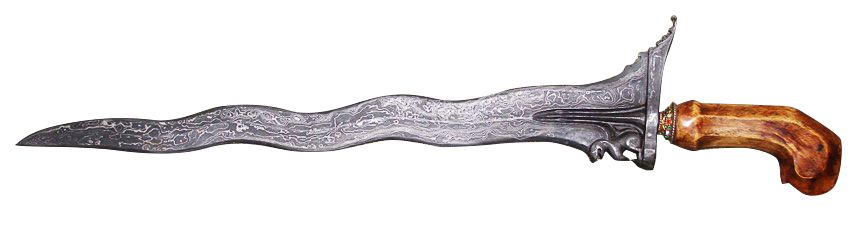
Pamor op het lemmet van een kris

IJzermeteorieten bevatten nikkel. Nadat op Java halverwege de 18e eeuw een ijzermeteoriet was neergekomen werden een aantal Indonesische dolken (kris, keris) gesmeed met gebruikmaking van meteorietijzer. Sindsdien wordt de waarde van krissen vaak onterecht opgevoerd door te stellen dat er meteorietijzer (ijzer van de goden) in zou zijn verwerkt. Tot op heden is de aanwezigheid van meteorietijzer in een kris nog niet wetenschappelijk aangetoond.
Tegenwoordig wordt vaak zuiver nikkel verwerkt bij het smeden van krissen. Dit geeft een scherpe aftekening tegenover de overige gebruikte staalsoorten in een kris.
In het verleden werd veel "pamor Luwu" in krissen verwerkt als pamor (meng) materiaal. Dit materiaal was afkomstig van het eiland Sulawesi waar ijzererts wordt gedolven dat ongeveer 2% nikkel bevat.